# Artvin (district)
Artvin is een Turks district in de provincie Artvin en telt 32.827 inwoners (2007). Het district heeft een oppervlakte van 1084,7 km². Hoofdplaats is Artvin.
De bevolkingsontwikkeling van het district is weergegeven in onderstaande tabel.
| 1997   | 2000   | 2007   |
| ------ | ------ | ------ |
| 32.256 | 34.572 | 32.827 |